# Procredit Bank
ProCredit Bank AG est un établissement de crédit dont le siège social est à Francfort-sur-le-Main et une filiale à 100 % de ProCredit Holding AG. Elle accompagne le groupe ProCredit dans le monde entier dans divers secteurs d'activité et propose des services bancaires aux petites et moyennes entreprises (PME) et aux particuliers. ProCredit Bank Allemagne est la plus récente banque du groupe ProCredit, avec des bureaux dans 19 pays, opérant principalement en Europe du Sud-Est et de l'Est, ainsi qu'en Équateur.

## Filiales
Procredit Bank
- Albanie
- Arménie
- Bosnie-Herzégovine
- RDCongo
- Bulgarie
- Géorgie
- Kosovo
- Macédonie
- Moldavie
- Roumanie
- Serbie
- Ukraine
- Congo-Kinshasa

Procredit Savings and Loans
- Ghana

NovoBanco
- Angola
- Mozambique

Banco ProCredit
- El Salvador
- Équateur

Banco Los Andes
- Bolivie

Micro Credit National
- Haïti